# Kunhegyes
Kunhegyes là một thành phố thuộc hạt Jász-Nagykun-Szolnok, Hungary. Thành phố này có diện tích 148,94 km², dân số năm 2010 là 7705 người, mật độ 52 người/km².